# Jezioro Zemborzyckie
Jezioro Zemborzyckie (Zalew Zemborzycki) – zbiornik retencyjno-rekreacyjny na Bystrzycy, położony w granicach administracyjnych Lublina, w dzielnicy Zemborzyce. Zalew powstał w 1974 roku przy udziale prac społecznych mieszkańców Lublina.
Konsekwencją decyzji podjętych przy tworzeniu zbiornika jest niska jakość wody. Wieloletnim problemem są zakwity sinic. W 2019 Wody Polskie rozpoczęły program rewitalizacji jeziora. Remont może trwać do 4 lat i obejmować całkowite spuszczenie wody.

## Otoczenie
Jezioro znajduje się w granicach lubelskiej dzielnicy administracyjnej Zemborzyce, w najstarszej części dawnej wsi o tej samej nazwie. Przylegają do niego lasy: Dąbrowa i Stary Gaj. W okolicy, w widłach Bystrzycy i Ciemięgi (południowej), znajduje się także las Rudki. Wszystkie wymienione, wraz z Jeziorem, znajdują się na terenie Czerniejowskiego Obszaru Chronionego Krajobrazu.

## Historia

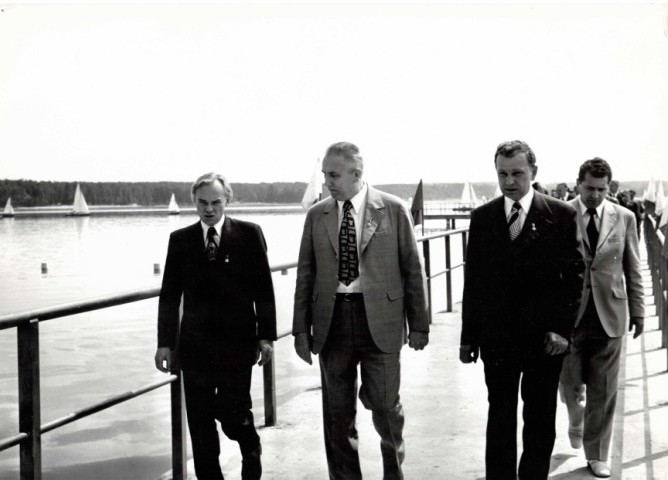
Otwarcie Zalewu Zemborzyckiego. Drugi od lewej: I sekretarz KC PZPR Edward Gierek

Pomysłodawcą utworzenia jeziora był Kazimierz Bryński, geograf związany z UMCS. W połowie ubiegłego stulecia zaproponował on utworzenie w tym miejscu zbiornika retencyjno-rekreacyjnego. W tamtym czasie na tym obszarze znajdowały się łąki. Przez pierwsze kilka lat wykonanie pomysłu pozostawało niepewne, między innymi dlatego, że kolejarze rozważali zorganizowanie w tej samej okolicy dworca towarowego, do którego miały prowadzić tory biegnące wzdłuż Bystrzycy. Istniał też pomysł zbudowania na tym terenie stacji rozrządowej, ponadto było rozważane odtworzenie Wielkiego Stawu Królewskiego. Koncepcja zbiornika na Zemborzycach zwyciężyła dzięki mediom i opinii mieszkańców.
Prace planistyczne i przygotowawcze trwały od końca lat 50. aż do lat 70. Roboty budowlane podjęto w 1970. Wkrótce włączono do nich mieszkańców Lublina, którzy pracowali przy budowie w ramach czynu społecznego. Łącznie w pracach uczestniczyło ok. 40 tys. lublinian. 5 marca 1974 rozpoczęto gromadzenie wody, które trwało kilka miesięcy. W międzyczasie MOSiR Lublin zakupił różnorodne jednostki pływające (kajaki, łodzie, żaglówki, motorówki). 16 lipca 1974 zakończono budowę Jeziora i otwarto je do użytku. W uroczystości uczestniczył I sekretarz KC PZPR Edward Gierek.
Plany ówczesnych władz zakładały, że nad Jeziorem Zemborzyckim powstanie szereg ośrodków wypoczynkowych, podobnie jak nad Jeziorem Białym, które znajduje się na Równinie Łęczyńsko-Włodawskiej. Te zamiary uniemożliwił kryzys gospodarczy w latach 80.
Pierwotne założenia uwzględniały usunięcie torfu i oczyszczanie dna przyszłego zbiornika. Ze względu na brak czasu i środków zrezygnowano z tej części planów i ostatecznie zalano wodą podmokłe łąki. Po kilku dziesięcioleciach efektami tamtej decyzji są m.in.: zakwity sinicowe i zaleganie grubej warstwy mułu na dnie zbiornika. Na jakość wody zgromadzonej w jeziorze wpływa także skład chemiczny Bystrzycy, przepływającej przez tereny rolnicze.

## Typologia

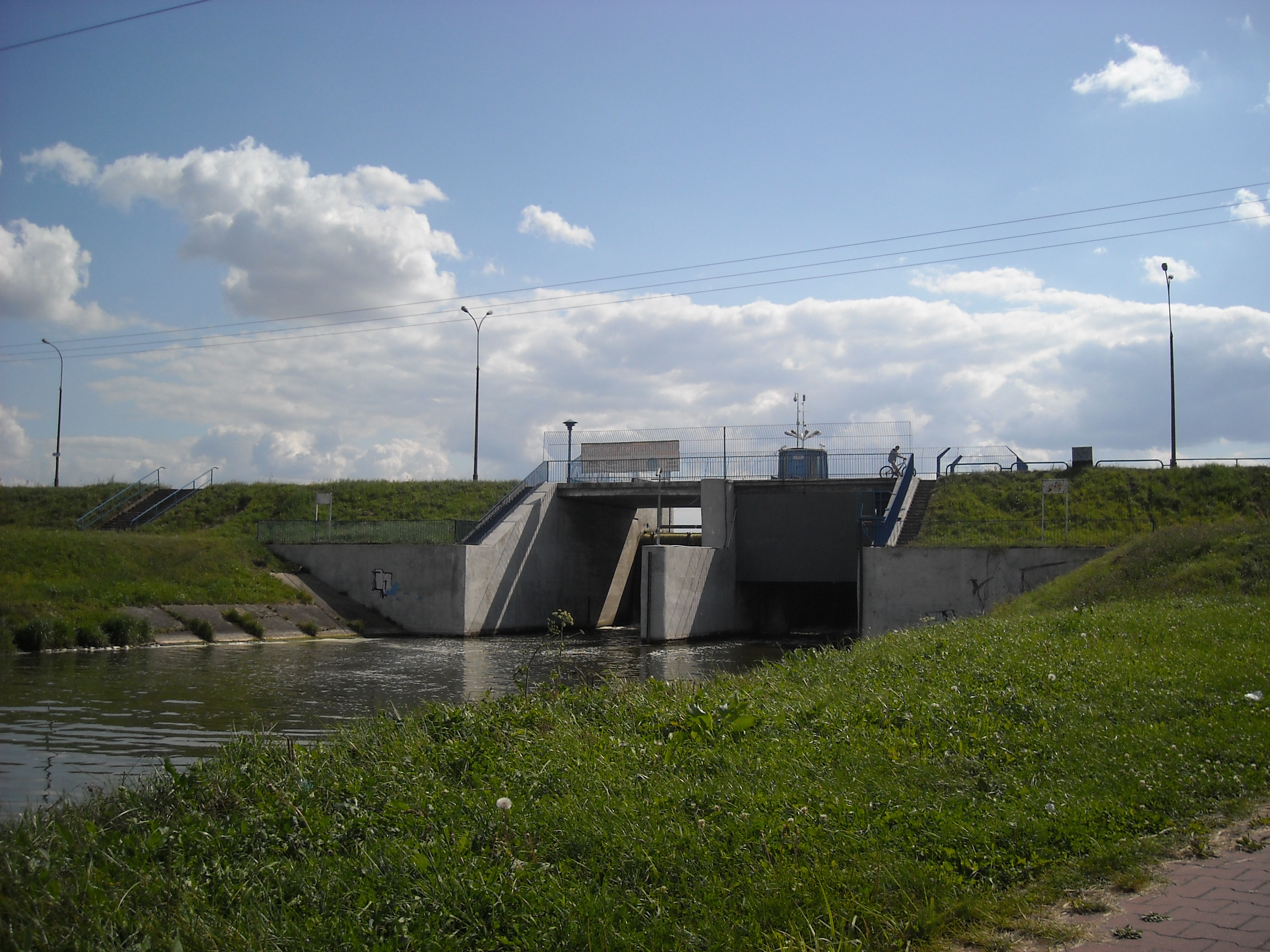
Zapora na Bystrzycy, widok od strony północnej (2009)

Jezioro Zemborzyckie jest zbiornikiem zaporowym typu przejściowego między limnicznym a reolimnicznym, ze względu na okres retencji wynoszący 26 dób. Jako zbiornik zaporowy jest częścią wód rzecznych o nieokreślonym typie (typ 0). W systemie gospodarki wodnej jest jednolitą częścią wód Zbiornik Zemborzyce o międzynarodowym kodzie PLRW2000024653.

## Ichtiofauna
Zbiornik jest zarybiony. W czerwcu 2021 r. wyłowiono z niego na wędkę rekordowy okaz suma o długości 210 cm.

## Awifauna
Najwięcej gatunków ptaków można zaobserwować podczas przelotów. Liczebność nurów czarnoszyich (Gavia arctica) dochodzi do kilkudziesięciu osobników. Obserwowano także w mniejszych ilościach nury rdzawoszyje (G. stellata), obserwowany był lodowiec (G. immer). Z blaszkodziobych występuje np. czernica (Aythya fuligula), ogorzałka (A. marila), gągoły (Bucephala clangula) i nurogęś (Mergus merganser). Zimą na zalewie chętnie nocują mewy, jak śmieszka (Chroicocephalus ridibundus), której liczebność sięga ponad 10 tys. osobników. Nieopodal akwenu leży zimowisko sów uszatek (Asio otus). Kwiecień jest dobrą porą na obserwacje kobczyków (Falco vespertinus) i kulików mniejszych (Numenius phaeopus).
Ogólnie jednak zbiornik nie jest korzystnym miejscem życia dla siewkowców z powodu niedostatku odpowiednich żerowisk. Jedynie brodziec piskliwy (Actitis hypoleucos) regularnie pojawia się w okolicy tamy w północnej części zalewu. W grudniu 2008 na zalewie pojawił się brodziec plamisty (Actitis macularius). Stale na zalewie przebywają łabędzie nieme (C. olor), obserwowano także łabędzie czarnodziobe (C. columbianus).

## Stan ekologiczny, rewitalizacja
W 2019 potencjał ekologiczny wód zbiornika sklasyfikowano jako słaby, o czym zadecydował stan fitoplanktonu, podczas gdy stan makrozoobentosu był dobry. Zawartość substancji biogennych, tlenu i soli mineralnych w wodzie wskazywała bardzo dobry potencjał ekologiczny, a normy stanu dobrego przekraczało pięciodniowe biochemiczne zapotrzebowanie tlenu. Podobną sytuację stwierdzono w 2012 i 2016.
W 2019 rozpoczęto prace nad projektem „Rewitalizacja i przebudowa Zalewu Zemborzyckiego”. Całość ma na celu oczyszczenie i rewitalizację jeziora. W sierpniu 2020 Wody Polskie ogłosiły, że przy południowej części jeziora powstaną zbiornik wstępny i przepompownia, a także zostaną odbudowane groble. Od strony północnej zostanie przebudowana zapora. Przy zaporze, u zbiegu ul. Bryńskiego z al. Jasińskiego powstanie centrum operacyjno-edukacyjne.
Ponadto dno zbiornika ma zostać pogłębione. Rozważano dwie koncepcje: usunięcie namułu z dna albo usunięcie namułu wraz z torfem. Druga opcja wiązała by się z całkowitym spuszczeniem wody, na co nie zgodziła się Regionalna Dyrekcja Ochrony Środowiska. Remont miał rozpocząć się w 2022 roku, jednak został przełożony na rok 2023 ze względów na oczekiwanie na decyzje środowiskową. Prace pogłębiania mają rozpocząć się w 2025 roku i planowane zakończenie jest na rok 2029.

## Rekreacja

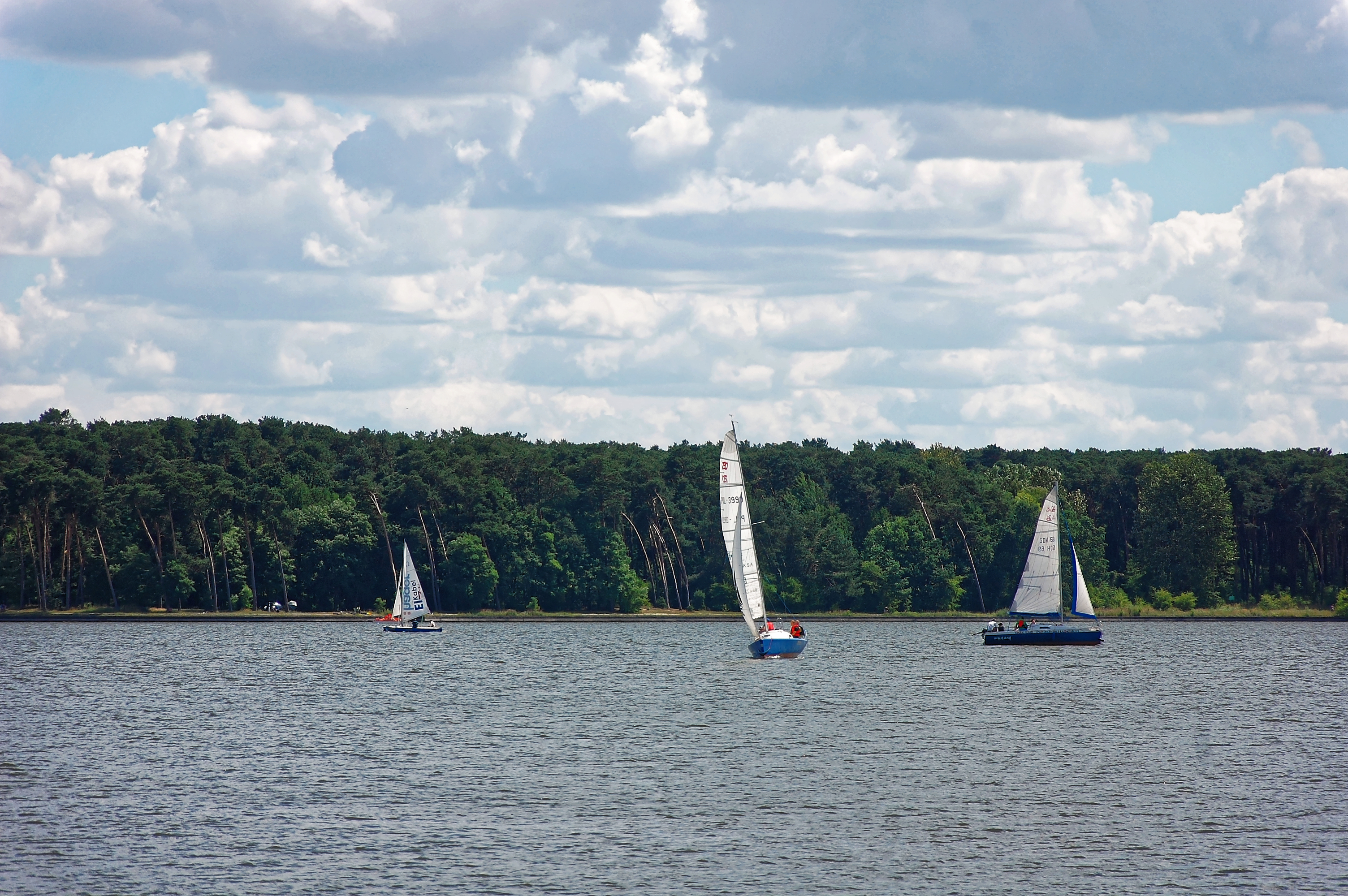
Widok od strony zachodniej, na zdjęciu widoczny las Dąbrowa

Nad zbiornikiem znajdują się ośrodki rekreacyjne Marina i Słoneczny Wrotków należące do Miejskiego Ośrodka Sportu i Rekreacji w Lublinie. Część Słonecznego Wrotkowa stanowią m.in.: kompleks basenów, zjeżdżalnie wodne, place zabaw i restauracja. W pobliżu znajdują się: wyciąg dla narciarzy wodnych oraz wypożyczalnia sprzętu oferująca kajaki, rowery górskie i wodne, a także sprzęt do sportu zespołowego. Funkcjonuje także ośrodek Playa Marina, który dysponuje plażą i sprzętem do windsurfingu. Dookoła akwenu biegnie droga rowerowa. Jezioro znajduje się na trasie Szlaku Lasów Podlubelskich. W zimie z zamarzniętej tafli korzystają łyżwiarze i spacerowicze.